# 佐方信博
佐方 信博（さかた のぶひろ、1914年9月5日 - 2008年9月24日）は、熊本県出身の郵政官僚。元富士重工業副社長。

## 略歴
- 旧制熊本中学（現熊本県立熊本高等学校）卒業。
- 旧制第五高等学校卒業。
- 1938年東京帝国大学法学部法律学科卒業。
- 逓信省入省。本郷郵便局配属[2]。

熊本逓信局業務部長、郵務局服務課長、経理局主計課長、大臣官房文書課長兼大臣官房調査課長、名古屋郵政局長などを歴任。
- 1957年10月 大臣官房人事部長。
- 1960年5月 経理局長。
- 1962年5月 郵務局長。
- 1964年6月26日 郵政事務次官。
- 1965年6月 退官。
- 1966年 富士重工業常務取締役。
- 1971年 代表取締役 専務取締役。
- 1978年 代表取締役副社長（1983年退任）。
- 1984年 勲二等旭日重光章を受章[1]。
- 2008年9月24日 肝不全のため死去[1]。享年94。